# Storgrundet (Piteå)
Storgrundet (grote zandbank) is een Zweeds eiland behorend tot de Pite-archipel. Het ligt ten oosten van het veel kleinere Fjuksörrevet. Het eiland heeft geen oeververbindingen en is onbewoond. Wel staan er enkele zomerhuisjes op het eiland. De kustlijn is erg rafelig. Voor de kust liggen vele kleine zandbanken en ondiepten.
Eiland: Baggen · Baljan · Bergön · Bergskäret · Bergvättingen · Berkön · Bondökallarna · Bondökallrevet · Bondön · Bursfjärdgrundet · Degerbergsgrundet · Djupgrunden · Döman · Fårön (Piteå) · Fårön (Trundön) · Fjärdvättingen · Fjuksören · Fjuksörrevet · Flottgrunden · Fördärvet · Furuholmen · Görjeskäret · Gråsjähällan · Gråsjälen · Gråsjälgrundet · Grundkallen · Grytan · Guldsmeden · Hällen · Hällskäret · Hällskärsgrundet · Halsören · Hamngrunden · Hamnholmen · Hamnviksgrundet · Hans-Persagrundet · Haraholmsrevet · Huvan · Innersten Bondökallen · Innerstholmen-Bastaholmen · Inre Mjoögrunden · Inre Mörögrundet · Jävre Sandön · Jävreholmen · Klacken · Klemmeten · Klemmetgrundet · Klingergrundet · Klingergrundsrevet · Klinten · Kluntarna · Kluntbrotten · Krokamargit · Lakakallarna · Långörarna · Lappskatagrundet · Lavholmen · Lellrevet · Lill Björn · Lill Rönnskär · Lillhörun · Lill-Leskäret · Lill-Räbben · Lill-Renörarna · Lillrevet · Lill-Sandögrundet · Lill-Sandskäret · Lill-Svinören · Lönngrundet · Lövgrundet · Malen · Malkallen · Medgrundet · Medgrundsrevet · Mellerstön · Mitten Bondökallen · Mjoön · Mörgrundet · Mosesholmen · Näsgrundet · Nörd-Fårön · Nörd-Haraholmen · Nörd-Mörön · Norra revet · Nötögrundet · Nötön · Ol-Svensakallen · Ol-Svensastenarna · Orrskäret · Orrskärsgrundet · Orrskärsrevet · Örsgrönnan · Patta Peken · Peken · Pitholmen · Pultvikhällan · Rävagrundet · Renön · Renskär · Renskärsrevet · Ringelrevet · Sandöklubben · Sandön · Sandskärsgrundet · Sandskärshörn · Skabbgrundet · Skottgrundet · Sladagrunden · Smågrunden · Söran · Sör-Fårön · Sör-Haraholmen · Spaningsören · Stenskäret · Stor Dödmannen · Storfjärdsgrunden · Storgrundet · Storhörun · Stor-Leskäret · Stor-Räbben · Stor-Renörarna · Storrevet · Stor-Sandskäret · Storstenen · Storstenrevet · Stor-Svinören · Tallskäret · Timmermannen · Trundön · Trutgrundet (Bergön) · Trutgrundet (Bondön) · Tvarun · Vargön · Västra revet · Vidvästern · Vorrskärsgrundet · Yttersten Bondökallen · Ytterstholmen · Yttre Degerstensgrundet · Yttre Mjoögrunden · Yttre Mörögrundet · Yxvättingen
Ondiepte: Storstengrundet